# Consuelo Rumí
María del Consuelo Rumí Ibáñez, née le 31 octobre 1957 à Almería, est une femme politique espagnole membre du Parti socialiste ouvrier espagnol (PSOE).
Elle est députée de la province d'Almería depuis avril 2004, secrétaire d'État à l'Immigration entre avril 2004 et février 2010, puis secrétaire d'État à la Fonction publique jusqu'en décembre 2011.

## Biographie

### Enseignante du primaire
Elle est titulaire d'une licence en psychologie de l'université d'Almería. Elle est professeur de l'enseignement primaire, spécialisée en éducation du jeune enfant. Au cours de sa carrière, elle a été de nombreuses fois secrétaire ou directrice d'écoles primaires publiques.

### Une cadre de l'UGT et du PSOE
Elle adhère à l'Union générale des travailleurs (UGT) en 1982. Six ans plus tard, elle est élue au comité régional de la Fédération des travailleurs de l'enseignement (FETE-UGT). Elle prend sa carte du PSOE en 1990.
Elle devient cette même année secrétaire général de la FETE-UGT de la province d'Almería, secrétaire à la Coordination de la commission exécutive régionale et membre du comité fédéral. Elle abandonne toutes ces fonctions en 1995, lorsqu'elle entre au comité confédéral de l'UGT.
Lors de l'été 1997, elle intègre l'appareil socialiste, en tant que secrétaire exécutive à la commission exécutive fédérale et vice-secrétaire générale du Parti socialiste d'Almería-PSOE.

### Première élection au Congrès des députés
Pour les élections législatives du 12 mars 2000, elle est investie tête de liste au Congrès des députés dans la province d'Almería. À la suite de son élection, elle siège à la commission de l'Éducation, de la Culture et des Sports, et à la commission de l'Agriculture, de l'Élevage et de la Pêche.
Après avoir été nommée secrétaire aux Politiques sociales et à l'Immigration du PSOE lors du congrès fédéral de juillet suivant par le nouveau secrétaire général José Luis Rodríguez Zapatero, elle évolue dans son mandat parlementaire. Elle passe à la commission de la Politique sociale et de l'Emploi, ainsi qu'à la députation permanente.

### Secrétaire d'État
Les socialistes s'imposent aux élections législatives du 14 mars 2004, elle se voyant réélue en deuxième position sur la liste d'Almería. Dès le premier conseil des ministres de Zapatero, le 19 avril, elle devient secrétaire d'État à l'Immigration et à l'Émigration du ministère du Travail et des Affaires sociales, poste nouvellement créé et qui remplace celui de délégué du gouvernement aux Étrangers et à l'Immigration du ministère de l'Intérieur.
Elle remporte un troisième mandat au cours des élections législatives du 9 mars 2008, mais ne peut l'exercer puisqu'elle est aussitôt reconduite comme secrétaire d'État, au sein du nouveau ministère du Travail et de l'Immigration.
Le 27 février 2010, elle rejoint le ministère de la Présidence, au poste de secrétaire d'État à la Fonction publique. À la suite du remaniement ministériel du 20 octobre suivant, elle passe sous la tutelle du ministère de la Politique territoriale et de l'Administration publique.

### Retour au Congrès
À l'occasion des élections législatives anticipées du 20 novembre 2011, elle retrouve la tête de liste dans la province d'Almería. Elle est brièvement deuxième vice-présidente de la commission de l'Agriculture, de l'Alimentation et de l'Environnement, et siège à la commission de l'Emploi et de la Sécurité sociale. En mars 2012, elle devient l'une des porte-paroles socialistes à la commission de l'Agriculture.